# 184535 Audouze
184535 Audouze este o planetă minoră (asteroid), cu un diametru de 4,885 km, din centura de asteroizi. A fost descoperită pe 29 august 2005 la Saint-Sulpice de Bernard Christophe⁠(d). 
Obiectul prezintă o orbită caracterizată de o semiaxă mare de 3,1184420737764 UAi, o excentricitate de 0,07, o înclinație de 13,1 ° în raport cu ecliptica.